# 總爺街

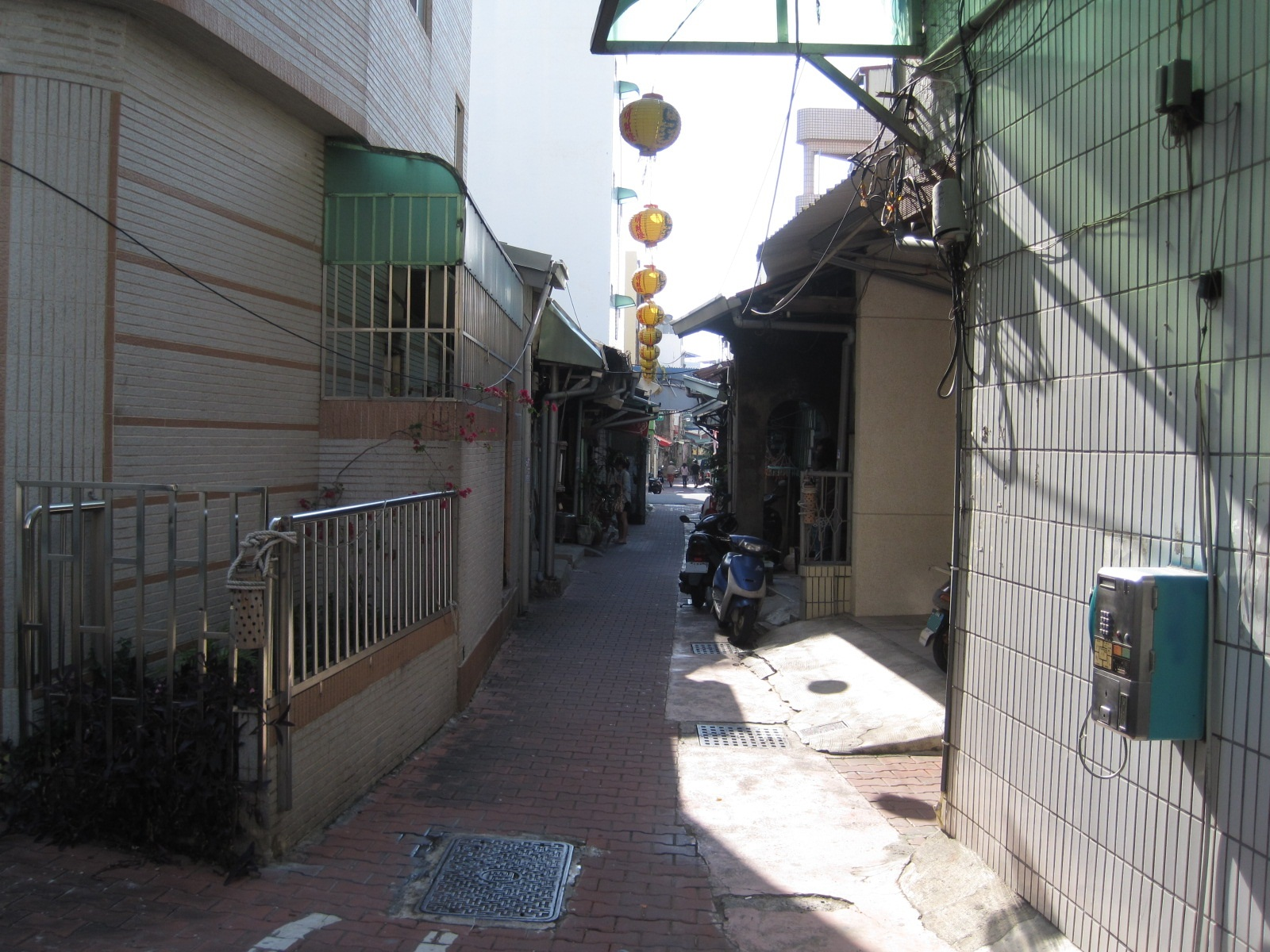
總爺古街一景。

總爺街，原名過坑仔街，是臺灣府城鎮北坊的一條街。總爺街位於今臺南市北區崇安街113巷口起，沿崇安街東北東至崇安街63號鎮轅境土地祠前止，是臺南市保存較完整的老街之一。

## 歷史

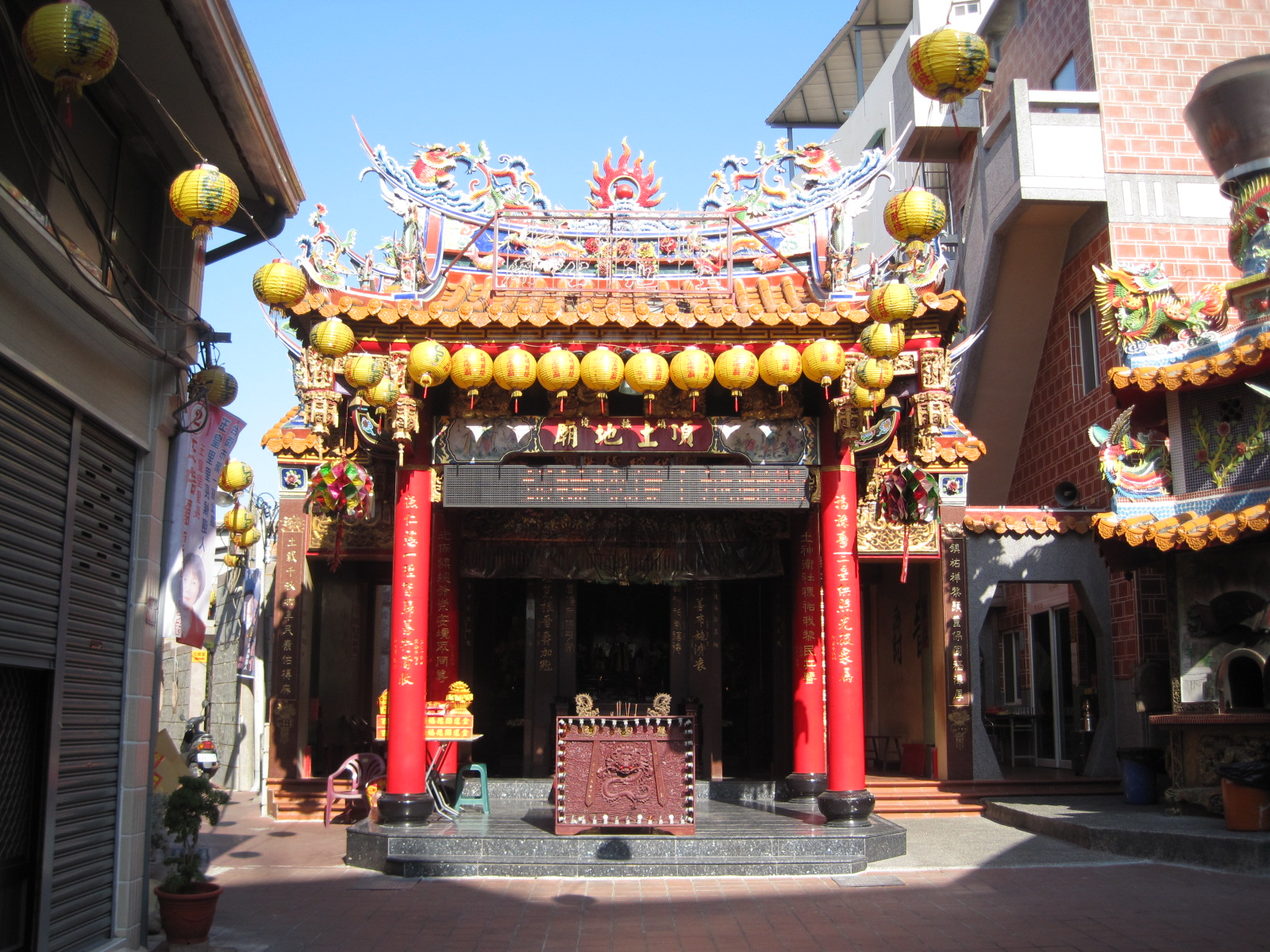
鎮轅境（頂土地公廟），又名總鎮署土地公廟

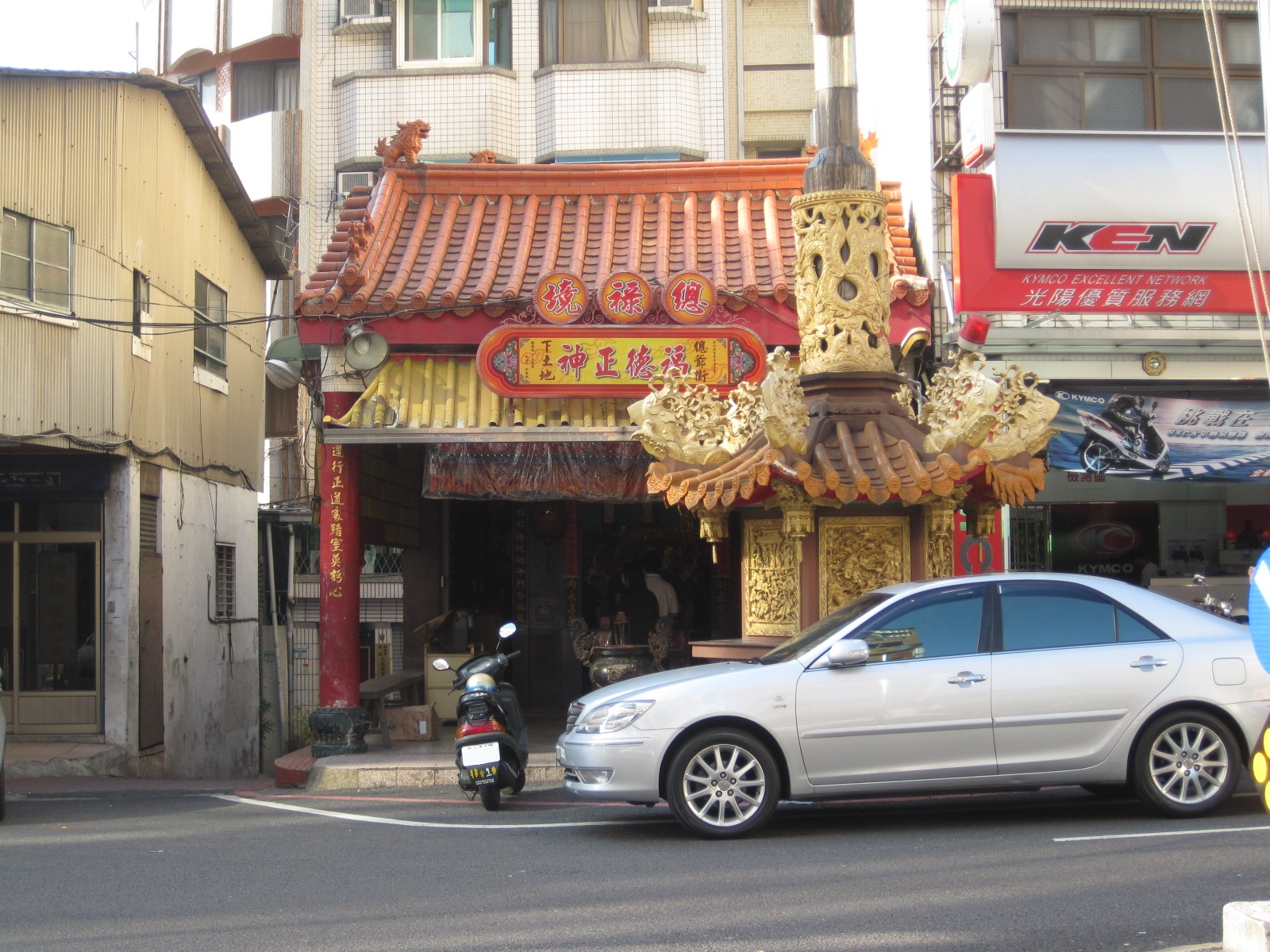
總祿境（下土地公廟）

清朝時，臺灣城的北門拱辰門至禾寮港之間逐漸形成一條街，稱之為過坑仔街。由於街的北面設立了臺灣鎮總鎮署衙門，正對過坑仔街:261，故在康熙年間易名為總爺街。總爺街是與雲霄街、弓箭街、詔安街連在一起的一條街，是城外經拱辰門進入臺灣府城的重要通道。
總爺街後來逐漸演變為商店街，有各式各樣做生意的店，有「九萬二十七千」之稱，形容當地的富庶:254。
日治以後，隨著政府施行市區改正，附近闢築了新路，致使總爺街失去重要性，成為都市街廓中的一條小街，今名崇安街。

## 廟宇
總爺古街的首尾分別座落有鎮轅境與總祿境兩座土地廟，前者又稱「頂土地公廟」，後者則又稱「下土地公廟」，為該街道的信仰中心。兩間廟據說均建於清乾隆十三年（1748年），之後歷經多次重修並於戰後重建:254、255。
鎮轅境由正殿與拜亭組成，而據說因為王得祿為報當年受土地公刺激而奮發之恩，因而奏請朝廷封賜，於是該廟拜亭屋簷採取燕尾屋脊，土地公神像並戴上官帽。而該廟雖已改建，但仍保留古香爐與「顯靈保固」、「保我黎民」古匾。
而總祿境的建築本來與鎮轅境相同，但因為馬路拓建，除了位置移動之外也只剩下正殿。另外總祿境也有王得祿為感謝土地公的指引，而奏請加封土地公宰相的傳說。

## 外部連結
- 臺灣府城總爺街文化圈 （页面存档备份，存于）